# The Nicole Stanton Story
The Nicole Stanton Story ist ein US-amerikanischer Pornospielfilm des Regisseurs Henri Pachard aus dem Jahr 1988.

## Handlung
Dies ist der erste Teil eines Familiendramas. Der zukünftige Senator Gerald Stanton sucht eine Ehefrau, die er mit Nicole findet. Er weiß jedoch nicht, dass Nicole früher in Strip-Clubs gearbeitet hat und Kontakte zu Gaunern hat. Mit einem Gauner versucht sie gemeinsam Geld und die Macht von der Stanton Familie zu erpressen. Dies beginnt mit der Heirat mit Gerald Stanton.

## Auszeichnungen
- 1990: AVN Award – Best Director Film (Henri Pachard)
- 1990: AVN Award – Best Editing – Film
- 1990 AVN Award – Best Screenplay – Film (Rick Marx)
- 1990: AVN Award – Best Renting Title of the Year
- 1990: AVN Award – Best Selling Title of the Year

## Fortsetzung
Im Jahr 1989 erschien die Fortsetzung mit dem Titel "To the Top:The Nicole Stanton Story Part Two" mit denselben Darstellern.